# Hysteropeltella moravica
Hysteropeltella moravica är en svampart som beskrevs av Petr. 1923. Hysteropeltella moravica ingår i släktet Hysteropeltella, klassen Dothideomycetes, divisionen sporsäcksvampar och riket svampar.  Arten är reproducerande i Sverige. Inga underarter finns listade i Catalogue of Life.